# Vincent Placcius
Vincent Placcius (lateinisch Vincentius Placcius; * 7. Februar 1642 in Hamburg; † 6. April 1699 ebenda) war ein deutscher Jurist, Bibliothekar, Pädagoge, Philosoph und Schriftsteller.

## Leben

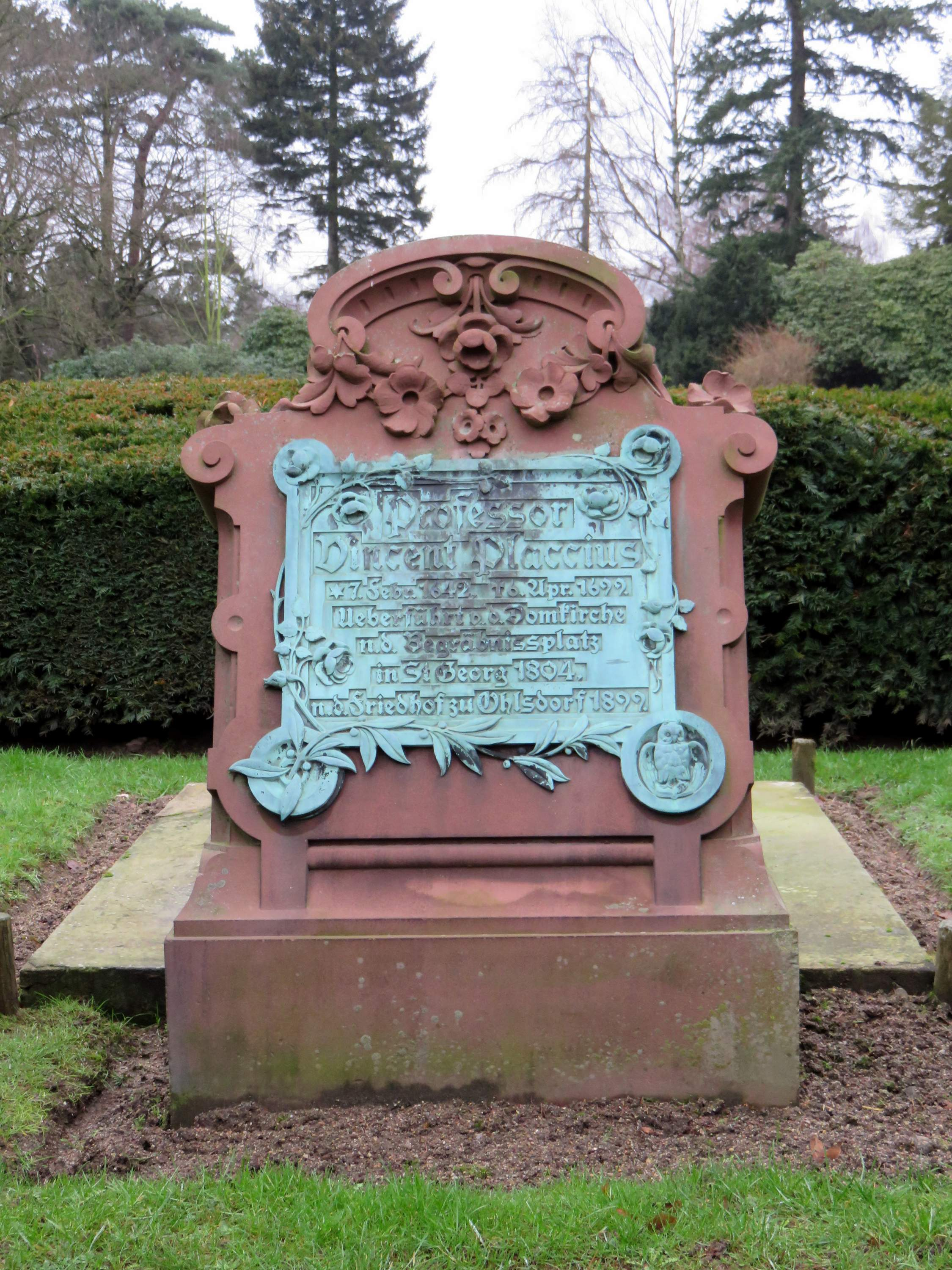
Grabmaltafel Althamburgischer Gedächtnisfriedhof Ohlsdorf

Placcius wurde als Sohn des Hamburger Arztes und ehemaligen Professors der Medizin an der Universität Jena Johann Placcius (1605–1656) in Hamburg geboren. Seine Mutter Margaretha Garmers war eine Tochter des Ratssyndicus Johann Garmers (1586–1638). Nach seiner Schulbildung bei Privatlehrern und ab 1656 an dem Akademischen Gymnasium in Hamburg studierte Placcius zusammen mit seinem Bruder Johann ab 1659 an der Universität Helmstedt, besuchte dann aber mit anderen Kommilitonen im Jahr 1660 die Akademie des Professors Johann vom Felde († 1668) auf dessen Landsitz in Neukirchen bei Schkopau und ging schließlich im Jahr 1661 an die Universität Leipzig. Von Leipzig aus besuchte er seinen Onkel Vincent Garmers (1623–1687) in Wien, wurde dort aber krank und machte eine Reise nach Italien, wo er in Padua zum Bibliothekar ernannt wurde. Von hier bezog er die Universität Orléans und promovierte dort im Jahr 1665 zum Lizenziaten der Rechte. Nach seinem Studium bereiste er Frankreich und Holland, bevor er 1667 wieder in seine Geburtsstadt zurückkehrte.
In Hamburg ließ sich Placcius anfangs als Advokat nieder und gab privaten Unterricht. Am 11. Januar 1675 wurde er zum Professor der Beredsamkeit und praktischen Philosophie am Akademischen Gymnasium ernannt. Im Turnus von sechs Jahren war er in den Jahren 1677, 1683, 1689 und 1695 Rektor des Akademischen Gymnasiums. Er starb unverheiratet 1699 im Alter von 57 Jahren in Hamburg. Auf dem Friedhof Ohlsdorf befindet sich im Bereich des Althamburgischen Gedächtnisfriedhofs ein Grabmal für Vincent Placcius, bestehend aus senkrechter Tafel und dahinterliegender Platte nach Umbettung vom Friedhof St. Georg im Jahre 1905.
Nach seinem Tod wurden Barthold Walther, Helwig Sillem, Christoph Wilhad Hilcken und Eberhard Anckelmann zu Placcius’ Testamentsvollstreckern gewählt. Hilcken übergab 1704 Placcius’ Büchersammlung von 4000 Bänden der Hamburger Stadt-Bibliothek. Placcius stiftete in seinem Testament auch ein jährliches Stipendium für mindestens drei Studenten, die vorher das Akademische Gymnasium besucht haben müssen.

## Werke
- Atlantis retecta, sive de navigatione prima Christophori Columbi in Americam poëma Vincentii Placcii. Jacob Rebenlein, Hamburg 1659, OCLC 311488089 (Digitalisat).
- Theses inaugurales de interpretatione legum. Orléans 1665, OCLC 311746909.
- Philosophiae moralis plenioris frucius praecipuus qui est agnoscere illius ope, philosophiam non sufficere beatitati solidae ulli constituendae, nedum acquirendae, revelationem vero divinam, ei necessariam, certisque signis (in sola religione Christiana depraehendendis) a falsa qualibet superstitione distinctam non posse non existere Carptus gustuique publico expositus. Adjecta est Oratio ejusdem de juvene philosophiae practicae auditore. Friedrich Lüderwald, Helmstedt 1677.
- Gründlicher Beweis von der menschlichen Seelen Unsterblichkeit, aus dem bloßen Lichte der Natur. Frankfurt am Main 1685, OCLC 245700394.
- „Drei Tractätlein Vincentii Placcii, Das Erste Die Sitten-Arzney-Kunst. Das Zweyte Christliche Sitten-Plege. Das Dritte Gründlicher Beweiß von der Menschlichen Seelen Unsterblichkeit aus dem Liecht der Natur“. Johann David Zunner, Frankfurt am Main 1688, OCLC 166129144 (Digitalisat).
- Consilli de studio philosophiae practicae optimae instituendo Epitome et Praxeos Rhetoricae, seu Consilli de studio rhetorico, lemmatica repraesentatio, destinatae Accessionum ethicarum, juris naturalis et rhetoricarum, appendices geminae, culpa Typographi omissae, nune seorsim editae, cum erratis typographicis Rhetoricarum Accessionum. Konrad Neumann, Hamburg 1695.

## Ausgaben
- Markus Scheer (Hrsg.): Die Argonauten und Äneas in Amerika. Kommentierte Neuedition des Kolumbusepos Atlantis retecta von Vincentius Placcius […]. Schöningh, Paderborn 2007, ISBN 978-3-506-75636-7 (kritische Ausgabe)
- Hermann Wiegand (Hrsg.): Vincent Placcius: Atlantis retecta. Die wiederentdeckte Atlantis. Das erste neulateinisch-deutsche Kolumbusepos (= Bibliotheca Neolatina, Band 6). Manutius, Heidelberg 1992, ISBN 3-925678-28-X, OCLC=27686550